# AGS JH27
AGS JH27 – samochód Formuły 1, zaprojektowany przez Christiana Vanderpleyna i Mario Tolentino i skonstruowany przez AGS w 1991 roku. Pojazd ten nigdy nie zakwalifikował się do wyścigu i był ostatnim modelem AGS w Formule 1.

## Historia
Na początku sezonu 1991 AGS przeżywał problemy finansowe. Z tego powodu nie został ukończony model JH26 i francuski zespół korzystał ze starych JH25B. W trakcie sezonu AGS został wykupiony przez Patrizio Cantu i Gabriele Raffanellego, a do zespołu przyszli Christian Vanderpleyn i Mario Tolentino, którzy mieli być odpowiedzialni za zaprojektowanie nowego samochodu AGS. Prace nad modelem zostały rozpoczęte w maju 1991 roku, a został on ukończony na Grand Prix Włoch 1991.
Była to konwencjonalna konstrukcja. Składał się na nią monokok z włókien węglowych. W porównaniu do JH25 kokpit był niższy i bardziej przesunięty w tył. Przedni spojler składał się z dwóch oddzielnych elementów, które zostały dołączone do lewej i prawej strony nosa samochodu. Samochód był napędzany przez jednostkę Ford Cosworth DFR 3.0 V8 o mocy 620 KM.
Samochód zadebiutował podczas Grand Prix Włoch, kiedy prowadził do Gabriele Tarquini. Tarquini okazał się w prekwalifikacjach nieznacznie wolniejszy od zespołowego kolegi, Fabrizio Barbazzy, który prowadził wówczas model JH25B, ale obaj kierowcy się nie prekwalifikowali. W Grand Prix Portugalii obaj kierowcy korzystali już z modelu JH27; Barbazza się nie prekwalifikował, a Tarquini nie zakwalifikował do wyścigu. Na Grand Prix Hiszpanii Tarquiniego zastąpił Olivier Grouillard, ale ponownie obaj kierowcy się nie prekwalifikowali.
Po Grand Prix Hiszpanii AGS zakończył działalność w Formule 1.

## Wyniki w Formule 1
| Legenda oznaczeń w tabelach wyników Wyświetl szablon na nowej stronie | Legenda oznaczeń w tabelach wyników Wyświetl szablon na nowej stronie                                                                     |
| Oznaczenie                                                            | Wyjaśnienie |
| --------------------------------------------------------------------- | --- |
| Złoty                                                                 | Zwycięzca lub mistrzostwo |
| Srebrny                                                               | 2. miejsce lub wicemistrzostwo |
| Brązowy                                                               | 3. miejsce lub II wicemistrzostwo |
| Zielony                                                               | Ukończył, punktował (w klasyfikacji generalnej, gdy zdobył co najmniej jeden punkt na przestrzeni sezonu, poza trzema powyższymi opcjami) |
| Niebieski                                                             | Ukończył, nie punktował (w klasyfikacji generalnej, gdy nie zdobył co najmniej jednego punktu na przestrzeni sezonu)                      |
| Czerwony                                                              | Nie zakwalifikował się (NZ) |
| Czerwony                                                              | Nie prekwalifikował się (NPK) |
| Różowy                                                                | Nie ukończył (NU) |
| Różowy                                                                | Niesklasyfikowany (NS) (w klasyfikacji generalnej, gdy nie został sklasyfikowany w żadnym wyścigu sezonu)                                 |
| Czarny                                                                | Zdyskwalifikowany (DK) |
| Czarny                                                                | Wykluczony (WYK/EX) |
| Biały                                                                 | Nie wystartował (NW) |
| Biały                                                                 | Kontuzjowany (K/INJ) |
| Biały                                                                 | Wyścig odwołany (OD/C) |
| Bez koloru                                                            | Został wycofany (WYC/WD) |
| Bez koloru                                                            | Nie przybył (NP/DNA) |
| Bez koloru                                                            | Nie brał udziału w treningach (NT/DNP) |
| Bez koloru                                                            | Nie został zgłoszony (–) |
| Pogrubienie                                                           | Start z pole position |
| Kursywa                                                               | Najszybsze okrążenie wyścigu |
| †                                                                     | Nie ukończył, ale jego rezultat został zaliczony ze względu na przejechanie więcej niż 90% dystansu wyścigu.                              |
| *                                                                     | Sezon w trakcie |
| 1/2/3                                                                 | Punktowana pozycja w sprincie kwalifikacyjnym                                                                                             |
| Lista systemów punktacji Formuły 1                                    | |

| Sezon | Zespół                            | Silnik | Kierowcy           | Wyniki w poszczególnych eliminacjach | Wyniki w poszczególnych eliminacjach | Wyniki w poszczególnych eliminacjach | Wyniki w poszczególnych eliminacjach | Wyniki w poszczególnych eliminacjach | Wyniki w poszczególnych eliminacjach | Wyniki w poszczególnych eliminacjach | Wyniki w poszczególnych eliminacjach | Wyniki w poszczególnych eliminacjach | Wyniki w poszczególnych eliminacjach | Wyniki w poszczególnych eliminacjach | Wyniki w poszczególnych eliminacjach | Wyniki w poszczególnych eliminacjach | Wyniki w poszczególnych eliminacjach | Wyniki w poszczególnych eliminacjach | Wyniki w poszczególnych eliminacjach | Wyniki kierowców | Wyniki kierowców | Wyniki konstruktora | Wyniki konstruktora |
| Sezon | Zespół                            | Silnik | Kierowcy           | Stany Zjednoczone                    | Brazylia                             | San Marino                           | Monako                               | Kanada                               | Meksyk                               | Francja                              | Wielka Brytania                      | Niemcy                               | Węgry                                | Belgia                               | Włochy                               | Portugalia                           | Hiszpania                            | Japonia                              | Australia                            | Punkty           | Pozycja          | Punkty              | Pozycja             |
| ----- | --------------------------------- | ------ | ------------------ | ------------------------------------ | ------------------------------------ | ------------------------------------ | ------------------------------------ | ------------------------------------ | ------------------------------------ | ------------------------------------ | ------------------------------------ | ------------------------------------ | ------------------------------------ | ------------------------------------ | ------------------------------------ | ------------------------------------ | ------------------------------------ | ------------------------------------ | ------------------------------------ | ---------------- | ---------------- | ------------------- | ------------------- |
| 1991  | Automobiles Gonfaronaise Sportive | Ford   | Gabriele Tarquini  | –                                    | –                                    | –                                    | –                                    | –                                    | –                                    | –                                    | –                                    | –                                    | –                                    | –                                    | NPK                                  | NZ                                   | –                                    | –                                    | –                                    | 0                | 30               | 0                   | 15                  |
| 1991  | Automobiles Gonfaronaise Sportive | Ford   | Olivier Grouillard | –                                    | –                                    | –                                    | –                                    | –                                    | –                                    | –                                    | –                                    | –                                    | –                                    | –                                    | –                                    | –                                    | NPK                                  | –                                    | –                                    | 0                | 34               | 0                   | 15                  |
| 1991  | Automobiles Gonfaronaise Sportive | Ford   | Fabrizio Barbazza  | –                                    | –                                    | –                                    | –                                    | –                                    | –                                    | –                                    | –                                    | –                                    | –                                    | –                                    | –                                    | NPK                                  | NPK                                  | –                                    | –                                    | 0                | NS               | 0                   | 15                  |